# ハンス・ヘルマン (画家)
ハンス・ヘルマン（Hans Emil Rudolf Hermann、1858年3月8日 - 1942年7月21日）はドイツの画家である。主にオランダの風景や人々を描いた。

## 略歴
ベルリンで生まれた。ベルリンの美術アカデミーでデーゲ(Eduard Daege)、クニル(Otto Knille)、ヴィルベルク(Christian Wilberg)、ゲーソフ(Karl Goesov)らに学んだ後、デュッセルドルフ美術アカデミーで、風景画家のオイゲン・デュッカーに学んだ。
1883年にデュッセルドルフにスタジオを作り、その年初めてオランダを旅し、ドルトレヒトにしばらく滞在した。1886年からベルリンを拠点に活動したが、毎年オランダ各地を旅して風景画を描いた。訪れたのは、アムステルダム、ロッテルダム、フリシンゲン、フォーレンダム、スパーケンブルグ、カトウェイク・アーン・ゼーなどがある。1890年代にはエグモント・アーン・デン・ゼーでガリ・メルチャーズやジョージ・ヒッチコックが開いた夏の絵画教室にも参加した。オランダの風景や人々を描いた。
ヴァルター・ライスティコフやマックス・リーバーマンとともにベルリン分離派の母体の一つとなる「Vereinigung der XI (11人協会)」の1892年の設立メンバーの一人となった。1886年から1890年の間は絵入り新聞『ガルテンラウベ』にも作品を掲載した。

## 作品

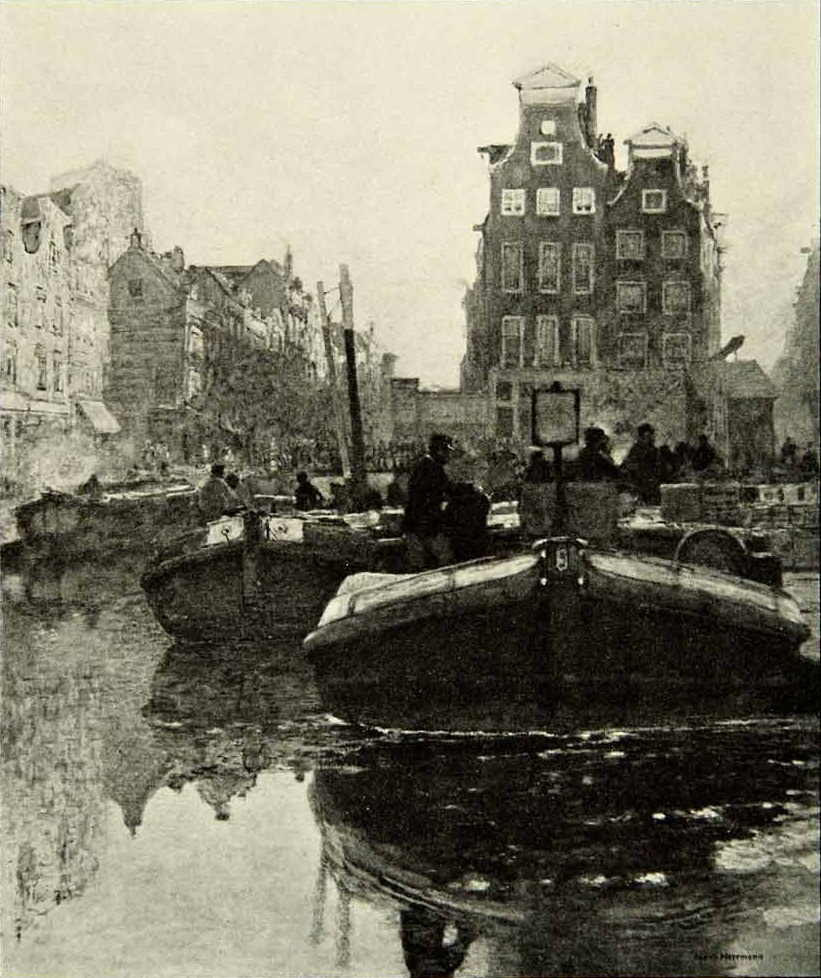
ロッテルダム (c.1890)
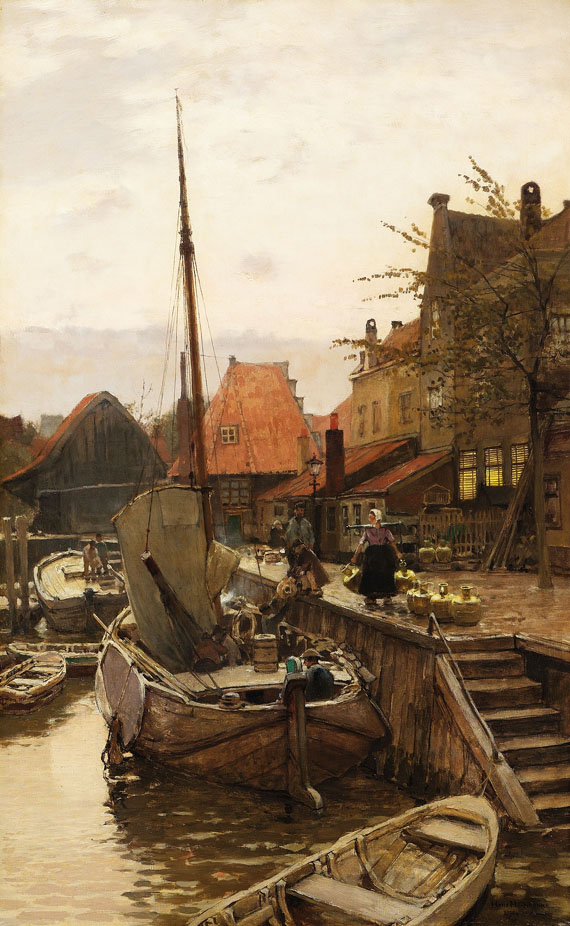
港の風景(1896)
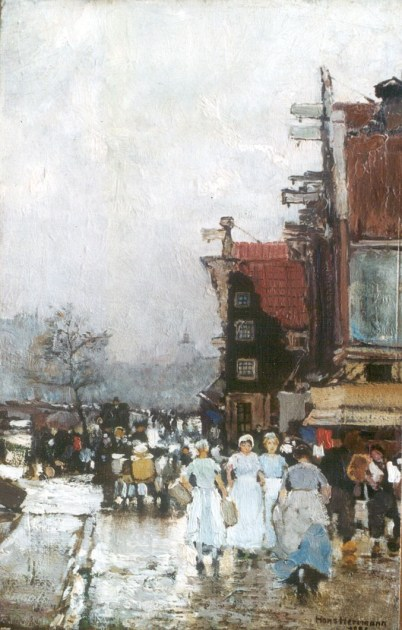
アムステルダムの市場 (c.1890)
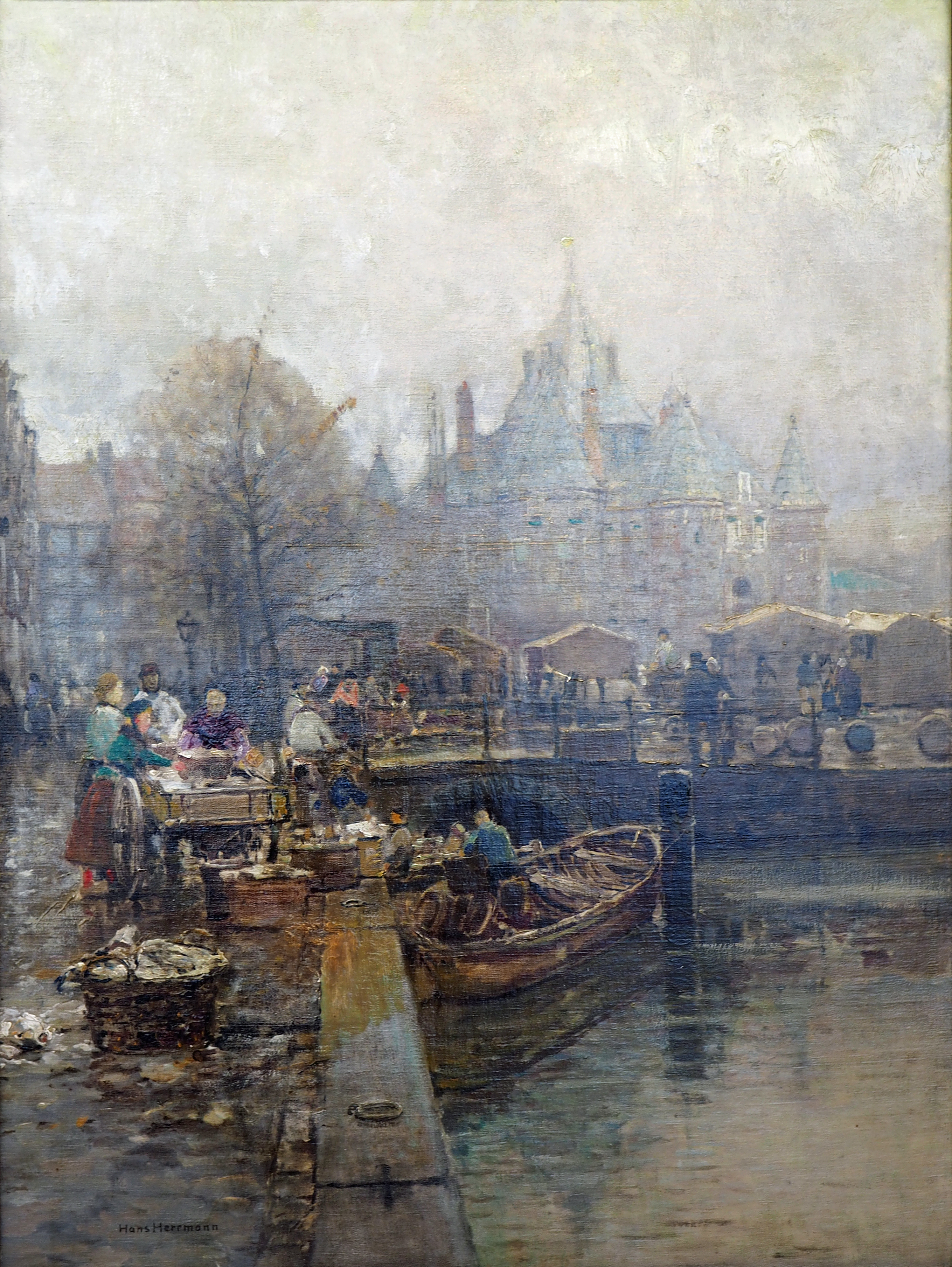
アムステルダムの魚市場

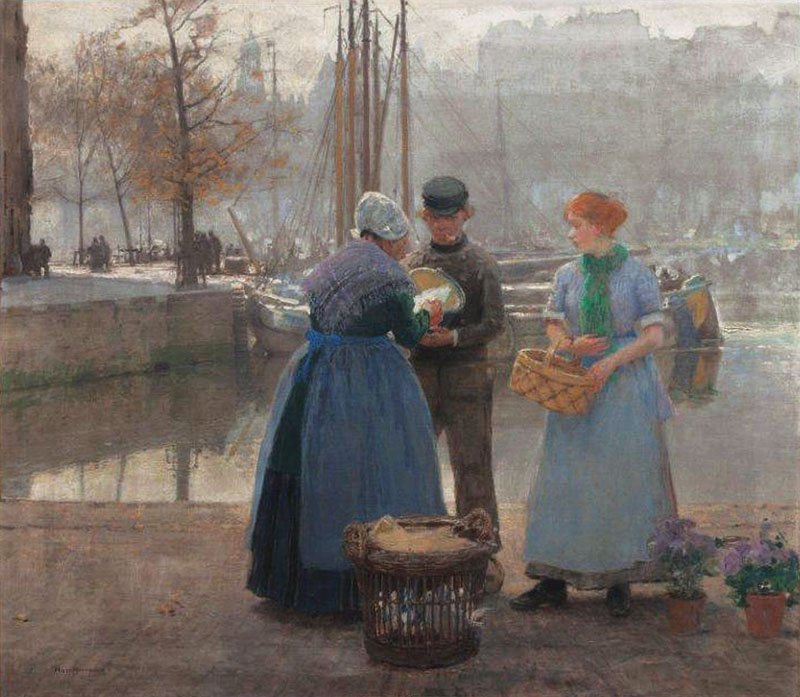
ロッテルダムの秋の朝(c.1890)
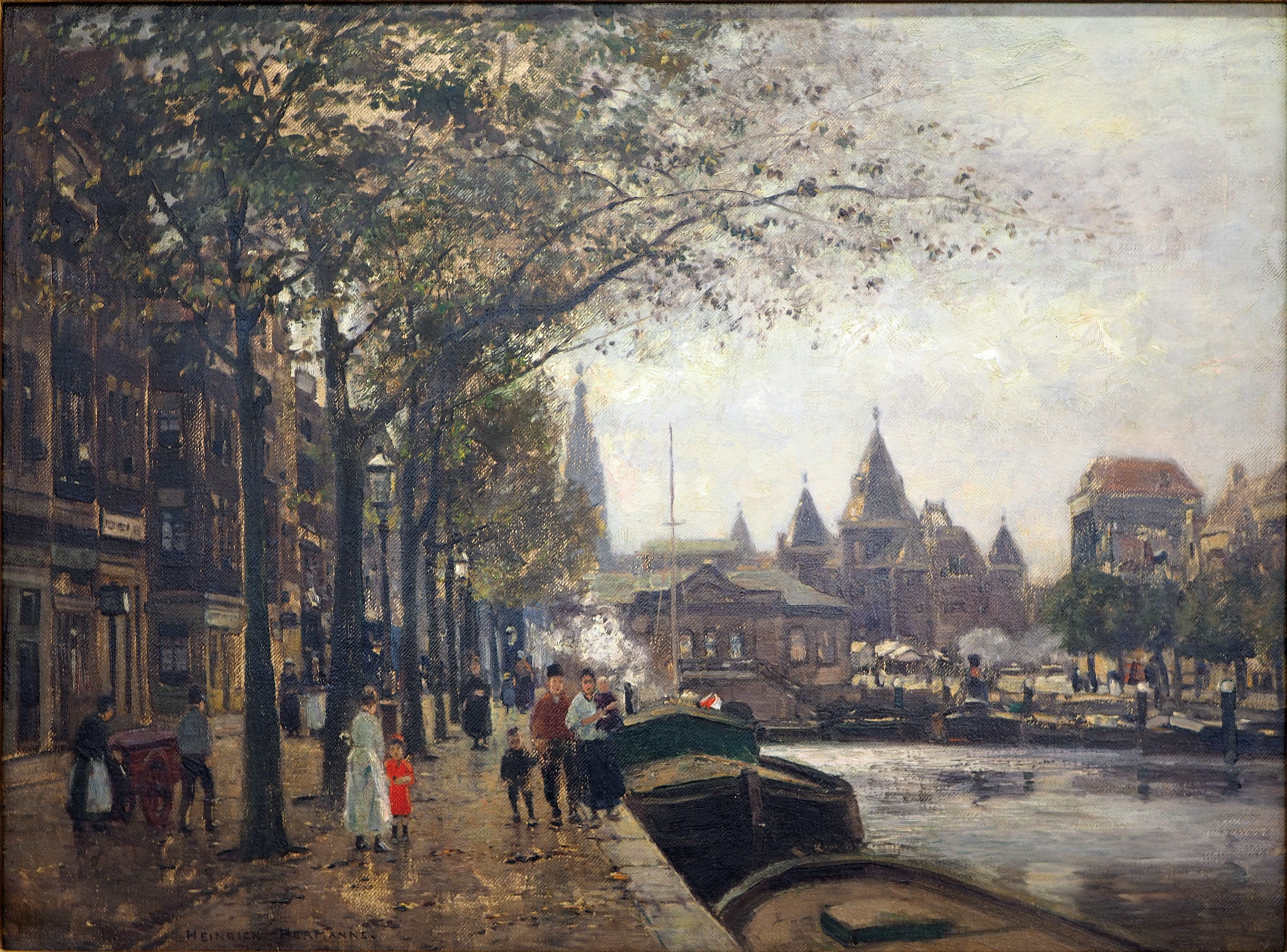
アムステルダムの運河
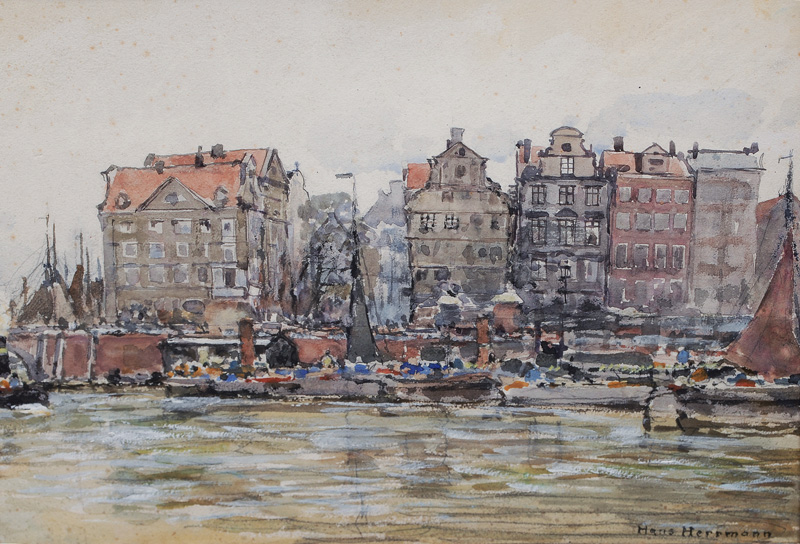
港 (c.1900)